# Rébusz (képregény)
Rébusz egy kitalált szereplő, egy Gothamben tevékenykedő bűnöző a DC Comics képregényeiben. Batman egyik legrégebbi ellenfele.
Rébusz az 59. a minden idők 100 legnagyobb képregényes ellenfeleit felvonultató weblapon.

## Jellemzése
Valódi neve Edward Nigma, aki egy magát szuperintelligensnek tekintő pszichopata, akinek mániájává váltak a különféle rejtvények. Vagyis gaztettei során mindig hagy maga után valamiféle feladványt Batman és a rendőrség számára. Rébusz tudja, hogy Batman valójában Bruce Wayne, de ezt csak nagyon keveseknek árulja el, mivel az akkor már nem lenne titok, rejtély többé. Márpedig a rejtélyek Rébusz lételemét képezik.
Lásd még az angol nyelvű oldalakon:

## Kinézete
Rendszerint zöld színű öltönyben, nyakkendőben és kalapban mutatkozik. Jellemző, hogy gyakorta díszíti a ruházatát fekete kérdőjelekkel. A nyakkendőjét mindenképp. Emellett előszeretettel hord egy kérdőjel alakú sétapálcát is.

## Fegyverzete
Előszeretettel használ elmés szerkezeteket, de összességében kerüli az erőszakot, így képzetlen verekedő.

## Filmekben
Rébusz először az 1966-os Batman tévésorozatban tűnt fel a jelentősebb gonosztevők sorában, itt és a sorozat alapján készült 1966-os mozifilmben Frank Gorshin alakította őt. Egy alkalommal - mikor Gorshin összeveszett a producerekkel, ugyanis magasabb gázsit akart - John Astin ugrott be helyette. Rébuszt láthattuk az 1992-es Batman rajzfilmsorozatban (Batman Animated series).
Majd az 1995-ös Mindörökké Batman című mozifilmben Jim Carrey alakításában, és a Gotham című sorozatban is Cory Michael Smith alakításában.

## Megjegyzés
A neve is valójában egy feladvány. Mivel Edward Nigma vagyis E.Nigma magyarul rejtélyt, rébuszt jelent.

## Fordítás
- Ez a szócikk részben vagy egészben  a   riddler című angol Wikipédia-szócikk fordításán alapul.  Az eredeti cikk szerkesztőit annak laptörténete sorolja fel. Ez a jelzés csupán a megfogalmazás eredetét és a szerzői jogokat jelzi, nem szolgál a cikkben szereplő információk forrásmegjelöléseként.